# Mesut Yılmaz (Politiker)

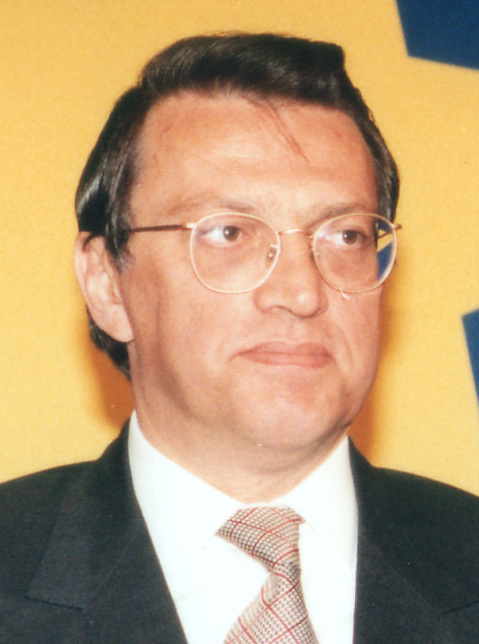
Mesut Yılmaz (1996)

Ahmet Mesut Yılmaz (* 6. November 1947 in Istanbul; † 30. Oktober 2020 ebenda) war ein türkischer Politiker und dreimaliger Ministerpräsident der Türkei.

## Leben
Yılmaz, der einer Hemşinli-Familie aus Rize entstammte, besuchte zuerst das österreichische St. Georgs-Kolleg, schloss aber dann das staatliche İstanbul Lisesi (mit von der deutschen Botschaft gefördertem Deutschunterricht mit Abiturmöglichkeit) ab und studierte an der Universität Ankara Politologie und Volkswirtschaft. Zwischen 1972 und 1974 schloss Yılmaz an der Universität zu Köln sein Studium als Diplom-Volkswirt ab. In der Zeit von 1975 bis 1983 baute er zusammen mit seinem Bruder Turgut Yılmaz mehrere Unternehmen auf, insbesondere in der Textilbranche.
1983 war er Gründungsmitglied der Mutterlandspartei (ANAP). Als Parlamentarier, der die Provinz Rize vertrat, wurde er in der ersten Özal-Regierung Regierungssprecher. Im Jahre 1986 wurde er Minister für Kultur und Tourismus. Nach den Wahlen von 1987 wurde er Außenminister in der Regierung Özal.
Aufgrund von Meinungsverschiedenheiten zur türkischen Irakpolitik während des Golfkriegs trat er am 20. Februar 1990 vom Amt des Außenministers zurück. Im Juni 1991 wurde er in einer Kampfabstimmung zum Vorsitzenden der ANAP gewählt und am 23. Juni 1991 erhielt er als Ministerpräsident mit seiner Regierung das Vertrauen des türkischen Parlaments. Am 20. Oktober 1991 verlor die ANAP aber die Wahlen. Yılmaz war ab 20. November 1991 Oppositionsführer. Nach den Parlamentswahlen vom 24. Dezember 1995 koalierte die ANAP mit der Partei des Rechten Weges (DYP). Yılmaz wurde am 6. März 1996 erneut Ministerpräsident. Aufgrund von Differenzen scheiterte die Koalition und die DYP wählte am 28. Juni 1996 zusammen mit der Wohlfahrtspartei (RP) Necmettin Erbakan zum Ministerpräsidenten. Am 30. Juni 1997 wurde er nach dem „sanften“ Putsch des Militärs und dem Rücktritt Necmettin Erbakans zum dritten Mal Ministerpräsident, bis er am 11. Januar 1999 von Bülent Ecevit (DSP) abgelöst wurde.
Nach den Wahlen am 27. November 2002 trat Yılmaz von der politischen Bühne ab. Von 2003 bis 2004 war er Gastprofessor an der Fakultät für Sozialwissenschaft der Ruhr-Universität Bochum. Seine Ernennung war von Protesten begleitet.
Mesut Yılmaz war Stipendiat der CDU-nahen Konrad-Adenauer-Stiftung und sprach fließend Deutsch. Yılmaz war mit Berna Yılmaz verheiratet. Aus der Ehe gingen zwei Söhne hervor.

## Mesut Yılmaz und türkische Parlamentswahlen 2007
Am 10. Mai 2007 gab Yılmaz bekannt, dass er bei den vorgezogenen Parlamentswahlen 2007 für die neu geschaffene Demokratische Partei in der Provinz Rize kandidieren werde. Er trat bei den Wahlen jedoch als unabhängiger Kandidat in der Provinz Rize an und bekam 22,94 % der abgegebenen Stimmen (41.042). Somit war Yılmaz ein Mandat im Parlament sicher. Ende Oktober 2009 trat Yılmaz doch in die DP ein, womit die Partei nun ein Mandat im Parlament hatte. Nach der Wahl Namık Kemal Zeybeks zum neuen Parteivorsitzenden der DP trat Mesut Yılmaz im Januar 2011 aus der Partei aus.

## Belege
1. ↑  Former Turkish PM and veteran politician Mesut Yilmaz dies. In: ABC News, 30. Oktober 2020. Abgerufen am 30. Oktober 2020 (englisch).
2. ↑  Aufruf-Yilmaz-ausladen.htm. boalternativ.de, abgerufen am 13. Dezember 2016 (Unterschriftenaktion gegen die Ernennung von Yılmaz).
3. ↑  Oliver Mayer-Rüth: "Terroristen, keine Freiheitskämpfer". tagesschau.de, abgerufen am 13. Dezember 2016 (Interview mit Yılmaz in der Tagesschau).
4. ↑  Ağar’la görüştü, kararını verdi: DP’den Rize adayı (Memento vom 12. Mai 2007 im Internet Archive), Zaman online, abgerufen am 10. Mai 2007
5. ↑  Ergebnis der Parlamentswahlen 2007 für die Provinz Rize (Memento des Originals vom 21. Juli 2011 im Internet Archive)  Info: Der Archivlink wurde automatisch eingesetzt und noch nicht geprüft. Bitte prüfe Original- und Archivlink gemäß Anleitung und entferne dann diesen Hinweis., Der Hohe Wahlrat (YSK) (Memento vom 21. Juli 2011 im Internet Archive), abgerufen am 23. Juli 2007
6. ↑  Mesut Yılmaz DP’ye katıldı
7. ↑  DP’den istifa etti, Artikel aus der Hürriyet vom 20. Januar 2011

| Personendaten    | Personendaten        |
| ---------------- | -------------------- |
| NAME             | Yılmaz, Mesut        |
| ALTERNATIVNAMEN  | Yilmaz, Ahmet Mesut  |
| KURZBESCHREIBUNG | türkischer Politiker |
| GEBURTSDATUM     | 6. November 1947     |
| GEBURTSORT       | Istanbul             |
| STERBEDATUM      | 30. Oktober 2020     |
| STERBEORT        | Istanbul             |